# Johan Hesselius (läkare)
Johan Hesselius, född 1687 i Falun, död 10 april 1752 på Alkvetterns herrgård i Värmland, var en svensk läkare; bror till konstnären Gustaf Hesselius och Andreas Hesselius
Hesselius blev 1715 provinsialläkare i Västergötland, reste 1721 utrikes och promoverades samma år till medicine doktor vid universitetet i Harderwijk. År 1728 befordrades han till provinsialläkare i Närke och Värmland samt 1733 till assessor i Collegium medicum. 
Hesselius var påverkad av tidsandan och ägnade sig, förutom med medicinen, med allehanda ekonomiska rön, för vilka han 1747 belönades av rikets ständer. Han invaldes som ledamot av Vetenskapsakademien 1745.